# It's... Madness
It's... Madness är ett samlingsalbum av det brittiska ska/popbandet Madness från 1990. Det kombinerar bandets hitsinglar med deras b-sidor. En fortsättning, It's... Madness Too, släpptes året efter.

## Låtlista
1. "House of Fun" (Lee Thompson, Michael Barson) – 2:47
2. "Don't Look Back" (Christopher Foreman) – 3:35
3. "Wings of a Dove" (Graham McPherson, Chas Smash) – 3:01
4. "The Young and the Old" (McPherson, Barson) – 2:08
5. "My Girl" (Barson) – 2:46
6. "Stepping Into Line" (McPherson, Mark Bedford) – 2:19
7. "Baggy Trousers" (McPherson, Foreman) – 2:36
8. "The Business" (Barson) – 3:27
9. "Embarrassment" (Thompson, Barson) – 3:02
10. "One's Second Thoughtlessness" Thompson, Daniel Woodgate) – 3:26
11. "Grey Day" (Barson) – 3:38
12. "Memories" (Foreman) – 2:25
13. "It Must Be Love" (Labi Siffre) – 3:22
14. "Deceives the Eye" (Bedford, Foreman) – 2:03
15. "Driving in My Car" (Barson) – 3:19
16. "Animal Farm" (Madness) – 4:03